# Beeldenboulevard Papendrecht

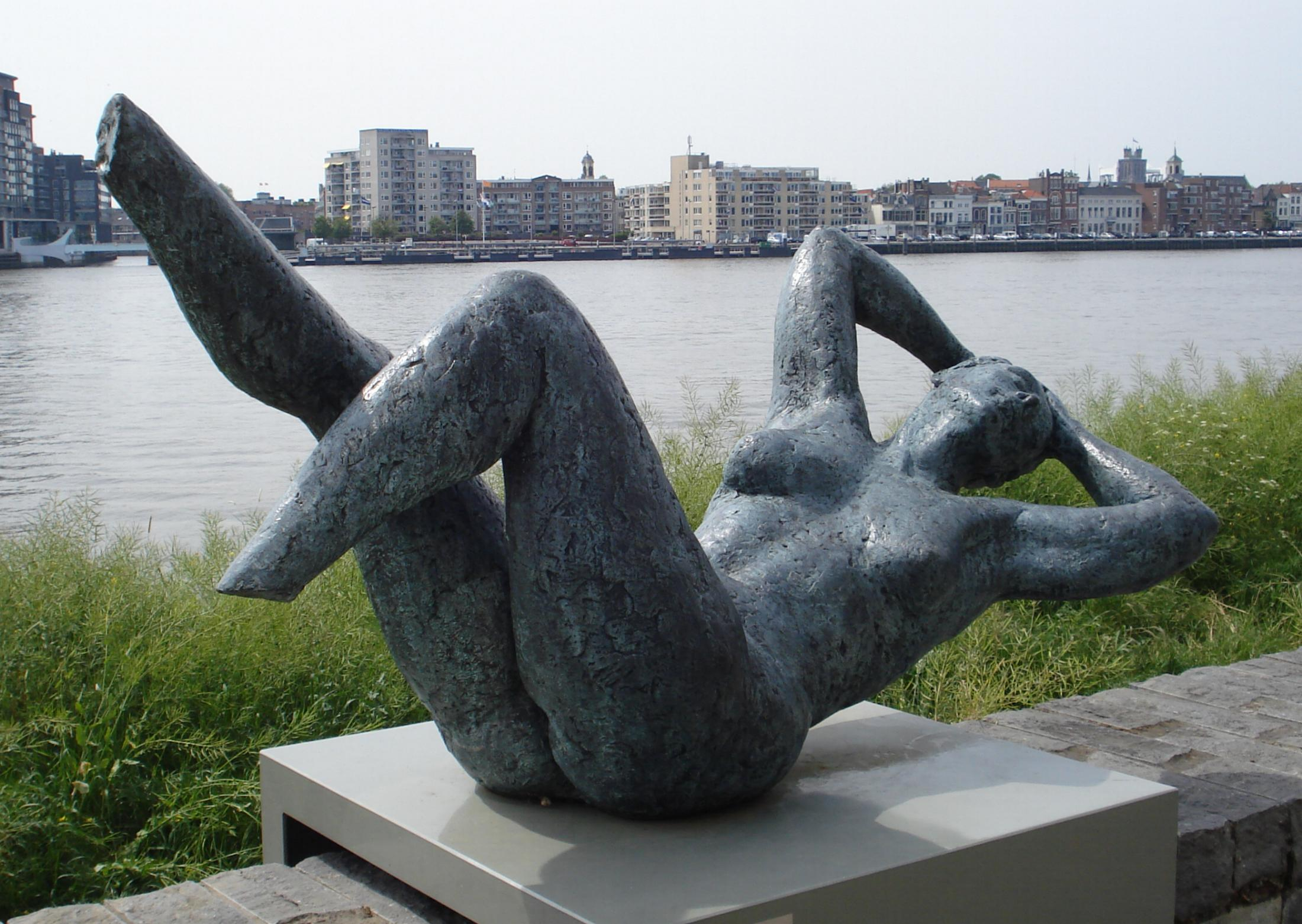
Beeldenpark

De Beeldenboulevard Papendrecht is sinds 1999 een beeldenboulevard met vooral figuratieve sculpturen aan de Veerdam, Havenhoofd, Merwehoofd en Aviolandapad aan de rivier Noord in de Nederlandse plaats Papendrecht.  
Er zijn ongeveer 30 beeldhouwwerken geplaatst. Beeldenboulevard Papendrecht vormt samen met Beeldenpark Zwijndrecht, aan de andere oever van de Noord, het Beeldenpark Drechtoevers. Regelmatig worden er beelden bijgeplaatst, weer verwijderd of verkocht. 
Op de website van Beeldenpark Drechtoevers (zie externe links) is de collectie bijgewerkt. 

## Beeldencollectie
Deze lijst is al enige jaren niet bijgewerkt
- 1 Maja van Hall, "Schelpen"
- 2 Per Abramsen, "Light into the shadow"
- 3 Maïté Duval, "Volupté"
- 4 onbekend
- 5 Bert Nijenhuis, "Meningvormend figuur"
- 6 Lucien den Arend, "2.2.3d.2"

## Fotogalerij

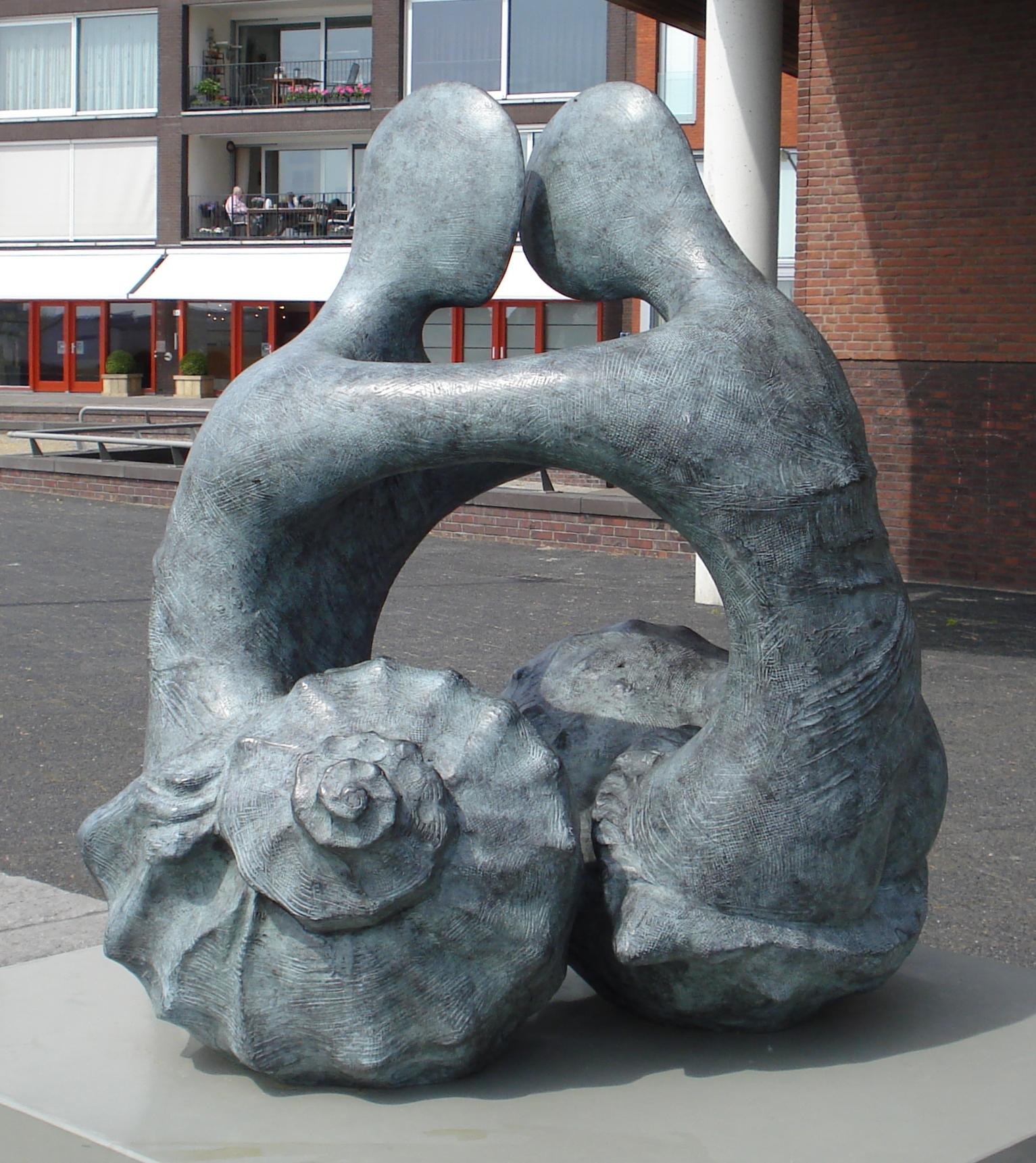
1. Maja van Hall: Schelpen
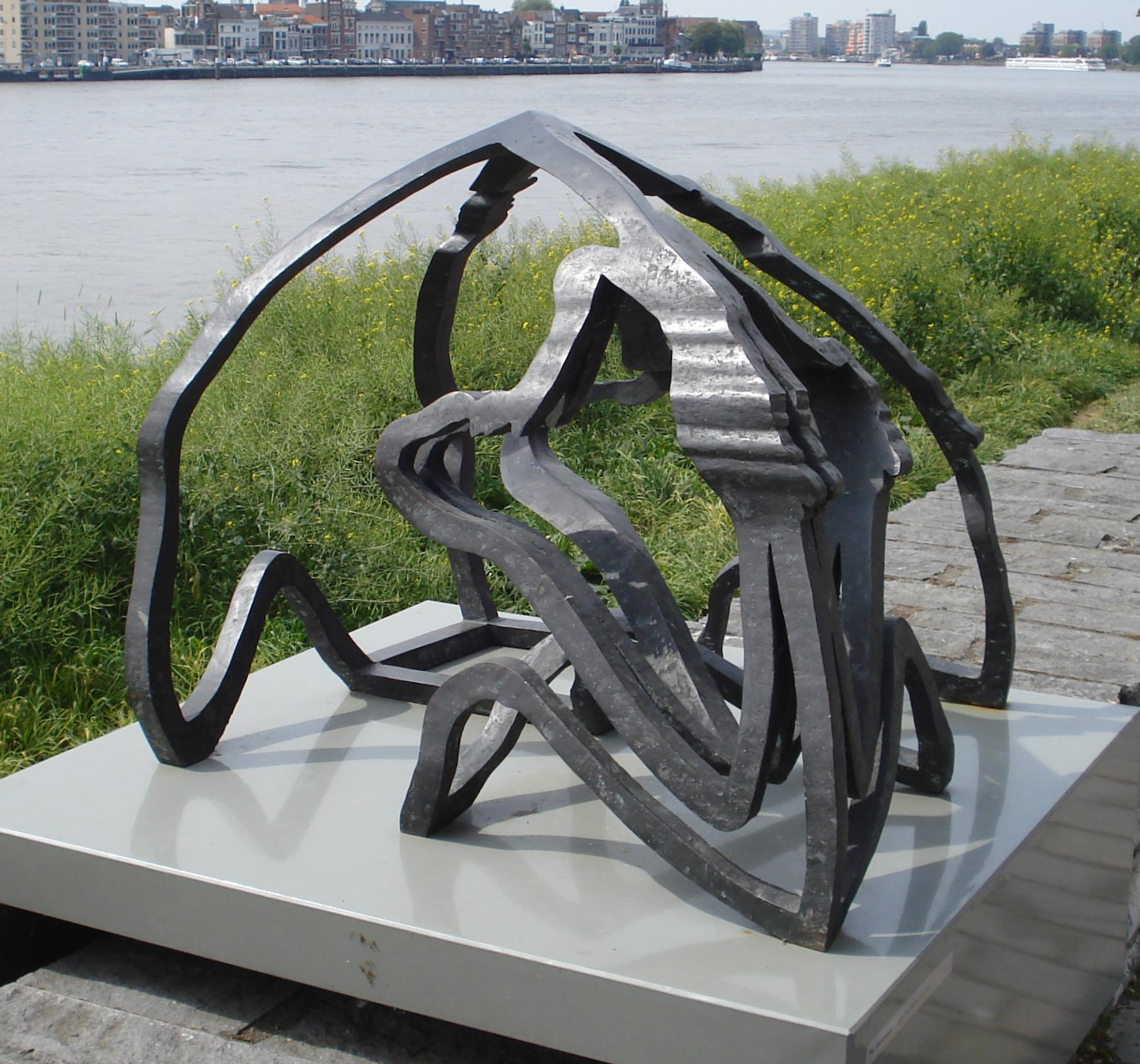
2. Per Abramsen: Light into the shadow
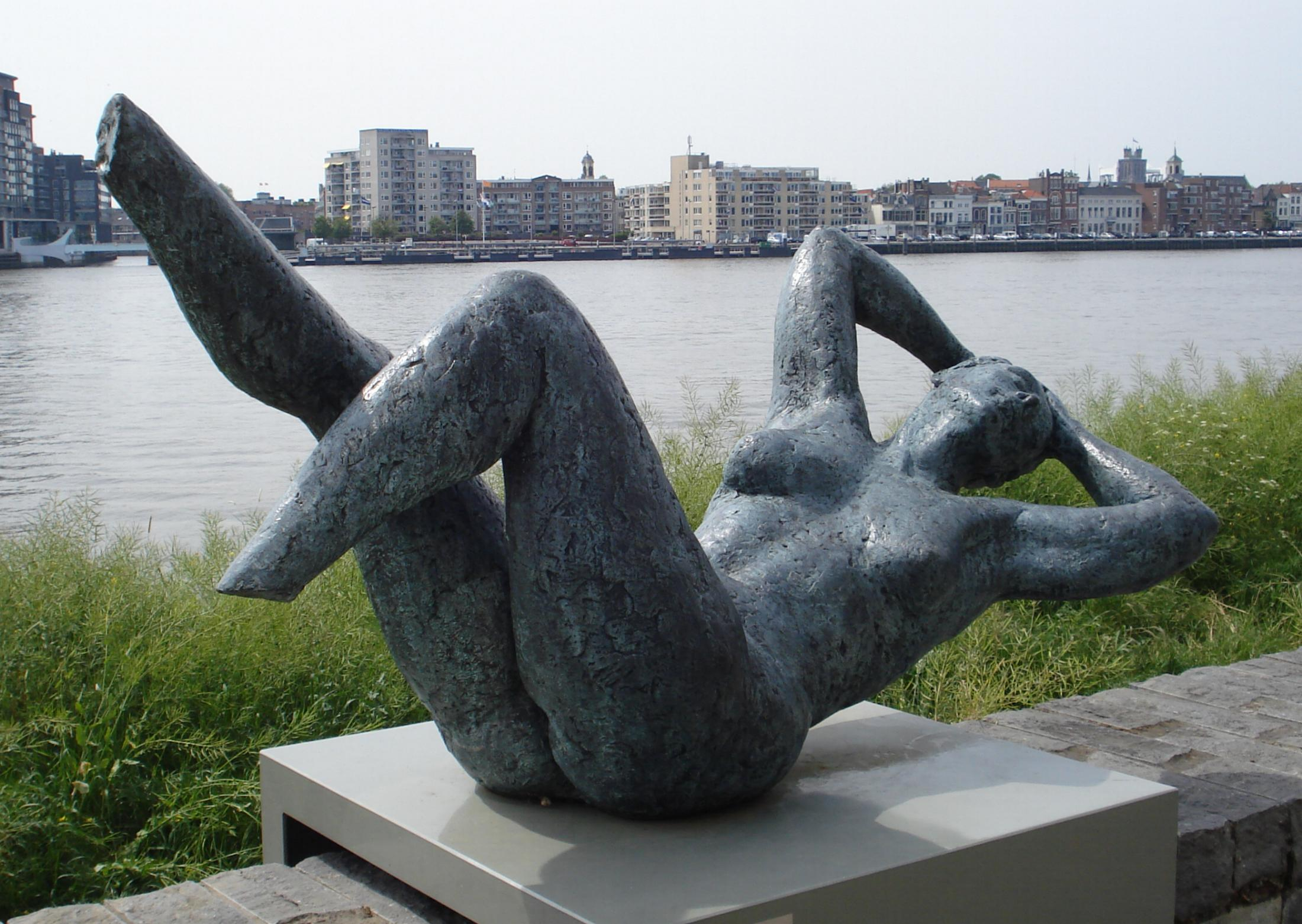
3. Maïte Duval: Volupté
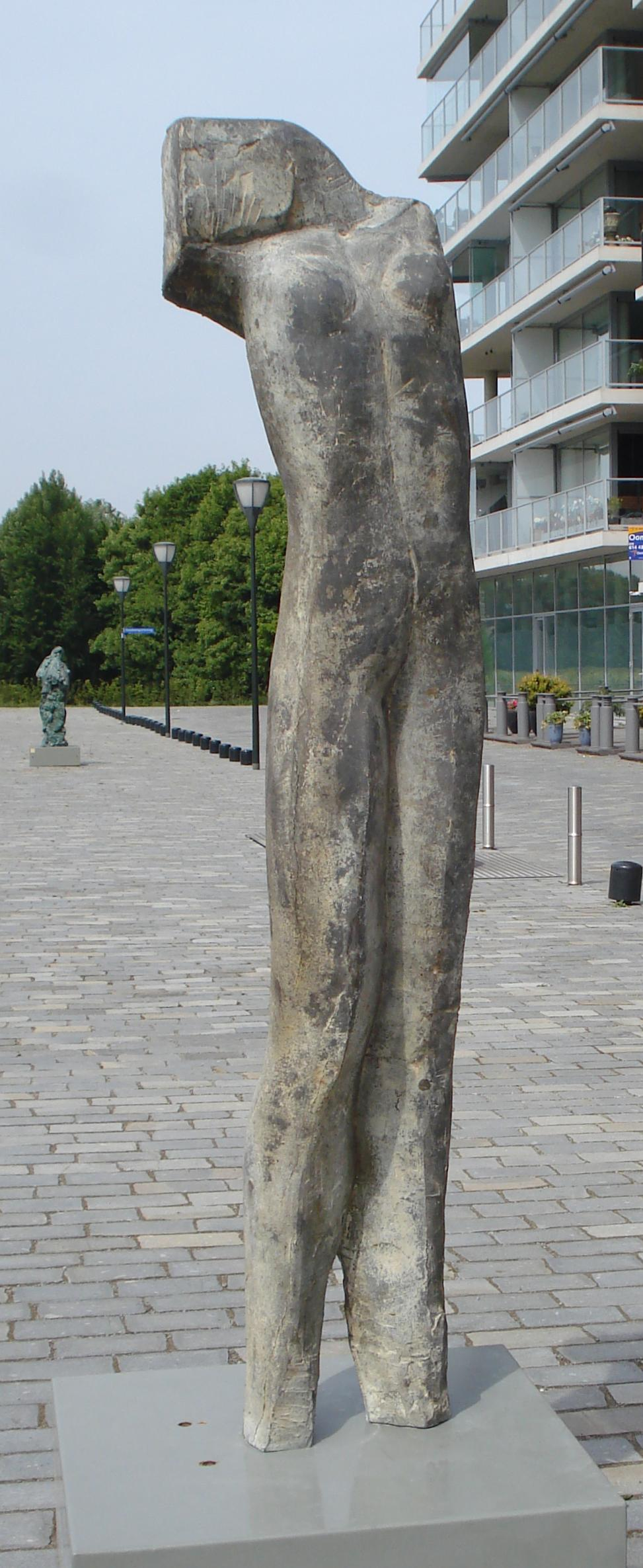
4. Onbekende kunstenaar
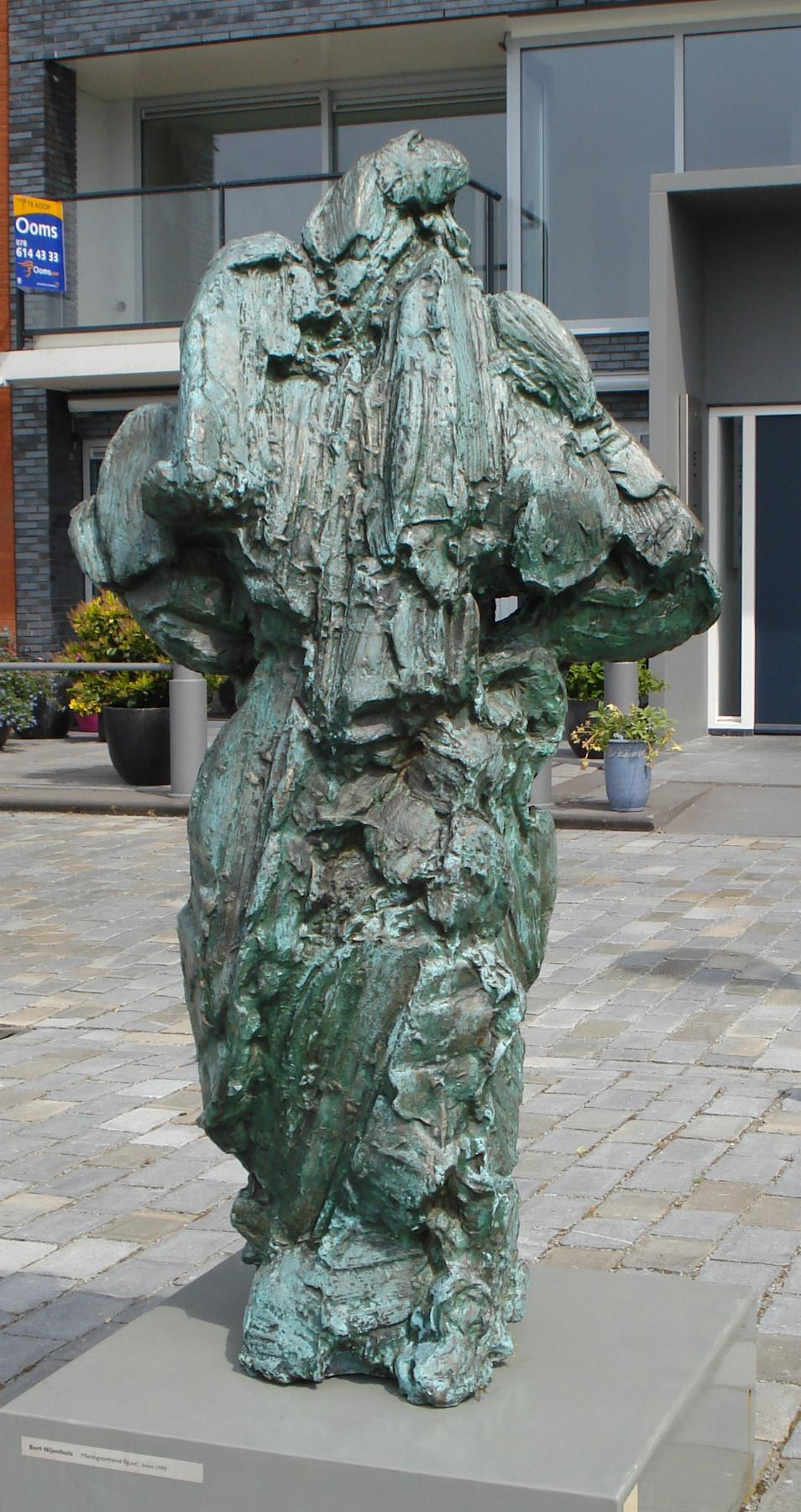
5. Bert Nijenhuis: Meningvormend figuur
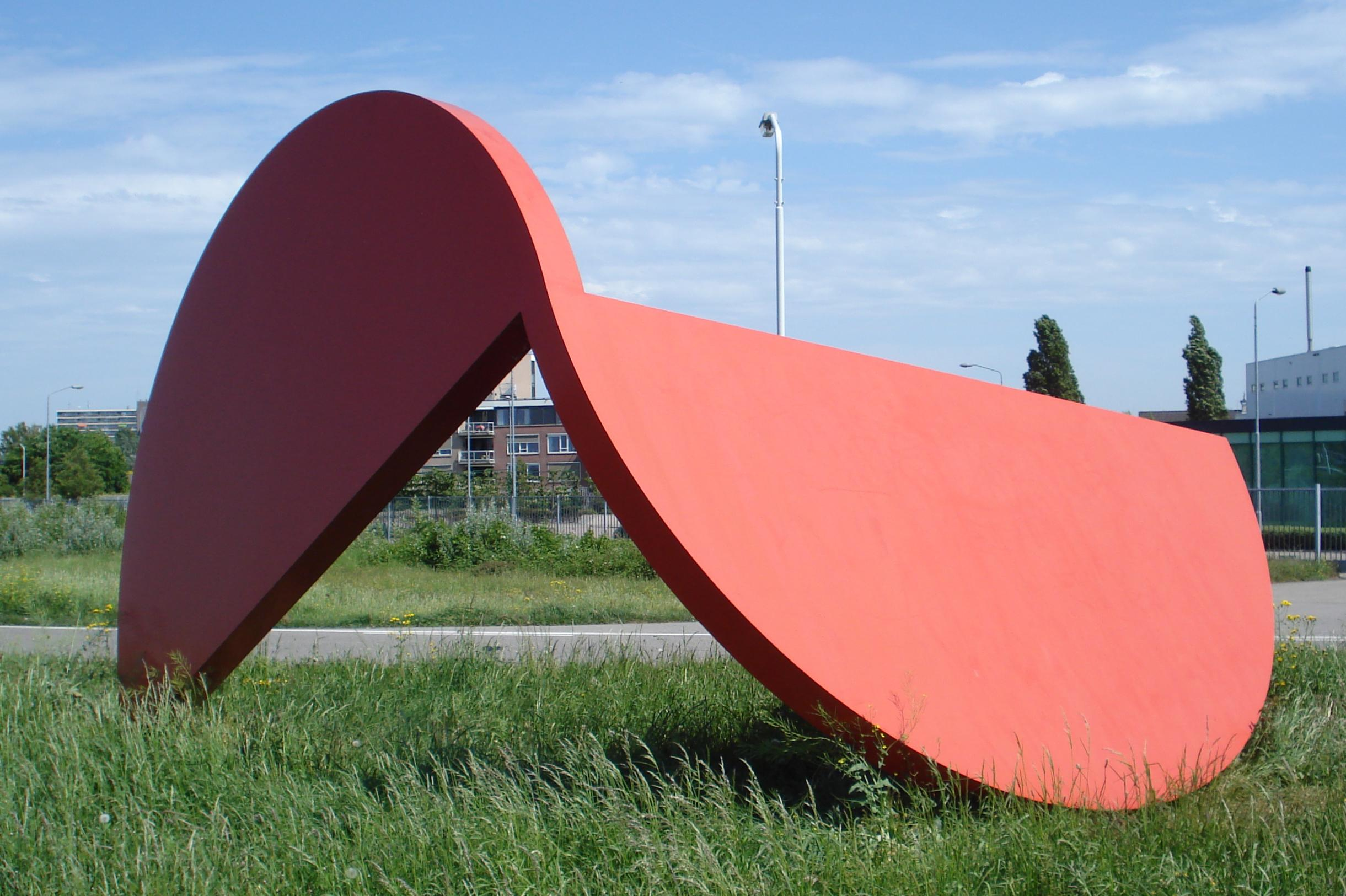
6. Lucien den Arend: 2.2.3d.2